# Битом
Би́том (пол. Bytom, нім. Beuthen O.S., сіл. Bytōm) — місто на півдні Польщі, у Сілезькому воєводстві. 181 тис. ж. (2010). Належить до Агломерації міст Верхньої Сілезії

## Економіка і транспорт
Як і більшість міст Сілезького басейну Битом перебуває на стадії переходу від економіки, орієнтованої на вуглевидобуток і металургію, до постіндустріальної економіки. Більшість вугільних шахт в околицях міста закрито, також скорочується виробництво сталі. У місті значний відсоток безробітного населення. У місті є гарний костел.
Битом великий транспортний вузол. У ньому перетинаються чотири національні автостради і важливі залізниці, що ведуть до Катовиць, Ополя, Гливиць і Люблінця.

## Демографія
Демографічна структура станом на 31 березня 2011 року:
|          | Загалом | Допрацездатний вік | Працездатний вік | Постпрацездатний вік |
| -------- | ------- | ------------------ | ---------------- | -------------------- |
| Чоловіки | 84981   | 15000              | 59398            | 10583                |
| Жінки    | 91921   | 14336              | 54604            | 22981                |
| Разом    | 176902  | 29336              | 114002           | 33564                |

Населення за роками:

## Визначні місця
- Сілезька Опера

## Музеї
- Верхньосілезький музей (Muzeum Górnośląskie)

## Відомі люди з Битомі
- Ґжеґож Ґервази Ґорчицький (1665?–1734) — польський композитор
- Едвард Шимковяк (1932-1990) — польський футболіст
- Казімеж Трампіш (1929—2014) — польський футболіст
- Зигмунт Анчок (* 1946) — польський футболіст
- Лешек Енгелькінг (* 1955) — польський поет, прозаїк, перекладач, літературний критик i літературознавець
- Маріуш Дулемба (* 1975) — польський хокеїст
- Ґося Анджеєвіч (* 1984) — польська співачка

У 1928-29 роках у Битомі (тогочасному Бойтені) жив і працював видатний український прозаїк Улас Самчук. Спогади про своє проживання в місті письменник залишив у мемуарній книзі "На білому коні".

## Міста побратими
- Чехія, Всетін
- Німеччина, Реклінгхаузен
- США, Бьютт (штат Монтана)
- Росія, Дмитров
- Україна, Дрогобич